# Khanat de Bakou
Le khanat de Bakou est un Khanats d'Azerbaïdjan semi-indépendant dont le territoire se trouve situé dans l'Azerbaïdjan actuel et qui s'est constitué autour de Bakou, une des résidences des Chirvanchahs, annexée par les Séfévides au XVIe siècle. La décadence de l'Iran sous les derniers Séfévides et après le règne de Nâdir Shâh permet aux dynastes locaux de tenter d'y établir leur pouvoir.

## Historique

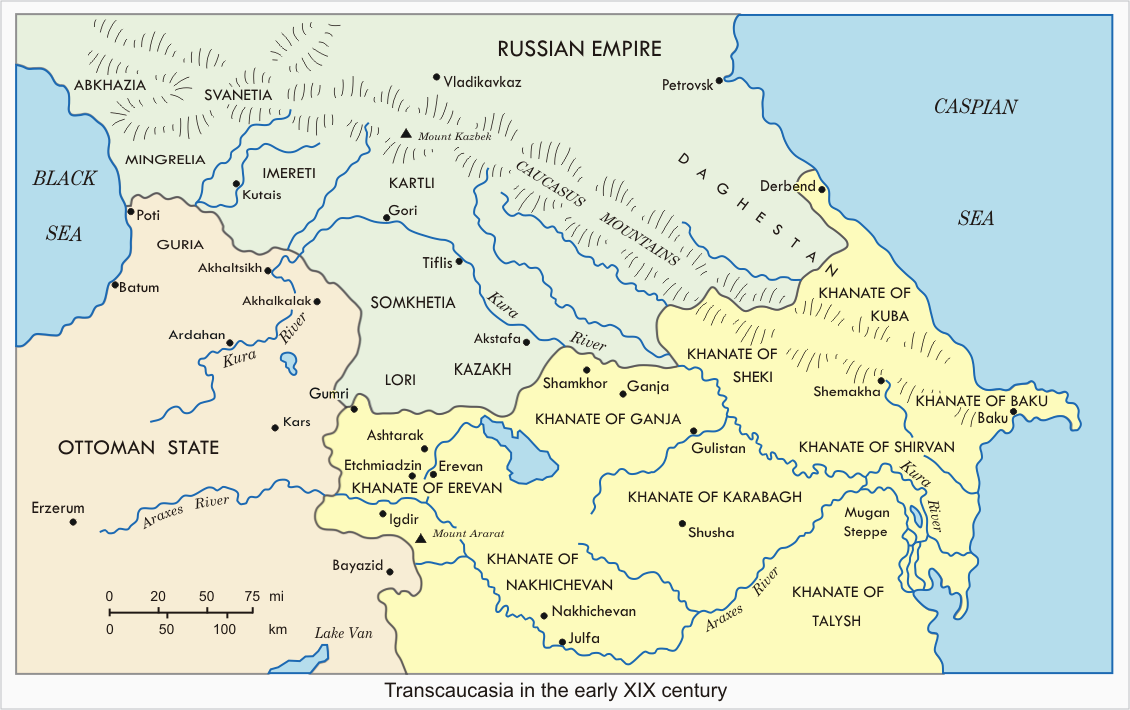
Les khanats de Transcaucasie au début du XIXe siècle.

La région de Bakou est occupée par les Russes en 1723 lors de l'offensive de Pierre le Grand sur les rives de la mer Caspienne. La ville et la région demeurent en leur pouvoir jusqu'à l'accord de 1735 qui la restitue à la Perse.
En 1736, Mirza Muhammad, fils d'un certain Dargh Qouli Khan d'origine azerbaijanais, se révolte contre l'Iran et constitue un petit domaine d'une quarantaine de villages autour de l'ancienne résidence des Chirvanchahs dans la péninsule d'Apchéron. La mort de Nâdir Shâh en 1747 lui permet de s'affranchir de la suzeraineté iranienne et il gouverne jusqu'à sa mort en 1768. Pendant cette vingtaine d'années, il réaménage la ville et développe économiquement son petit État.
Immédiatement après sa mort, son fils Malik Muhammad Khan doit faire face aux ambitions hégémoniques de Fath Ali, le puissant khan de Kouba, qui occupe Bakou de 1768 à 1770 avant d'y imposer ensuite son frère Abd Allah (1770-1772). Malik Muhammad réussit finalement à se rétablir. Après sa disparition, son fils Mirza Muhammad Khan II monte sur le trône. Mais il doit faire face aux ambitions de son oncle Muhammad Qouli qui l'évince (1791-1792), puis de son neveu Husayn Quouli, fils de Hadjli Ali Quouli, fils de Mirza Muhammad Ier (1792-1797). En 1795, Agha Mohammad Khan envahit le khanat lors de sa reprise en main de la région.   
Au printemps 1796, Catherine II de Russie charge le général Valérien Zoubov d'intervenir dans le cadre de l'expédition russe en Perse de 1796.
Le 13 juin 1796, la flottille russe de la mer Caspienne débarque à Bakou et occupe la ville. L'accession au trône de Paul Ier entraîne un brusque changement de politique et les troupes russes se retirent de Bakou en mars 1797.
En 1801, Alexandre Ier décide de reprendre une politique impérialiste dans la région et le général Paul Tsitsianov est chargé de commander les troupes lors  de la guerre russo-persane de 1804-1813. Attiré dans un piège par Hussain Quouli Khan sous prétexte de négociation, Paul Tsitsianov est tué à Bakou le 8 février 1806. Le khan s'enfuit et la ville est occupée et annexée par les Russes le 3 octobre 1806. Cet état de fait est confirmé par le traité de Golestan en 1813.

## Khans de Bakou
- 1736-1768 : Mirza Muhammad Ier (en), fils de Dargh-Qouli, se rebelle contre l'Iran ;
- 1768-1770 : Fath Ali (en), khan de Kouba ;
- 1770-1772 : Abd Allah, frère de Fath Ali de Kouba, khan de Chirvan de 1769 à 1770 ;
- 1772-1783 : Malik Muhammad (en), fils de Mirza Muhammad Ier ;
- 1783-1791 : Mirza Muhammad II (en), son fils, déposé ;
- 1791-1792 : Muhammad Quouli (en), fils de Mirza Muhammad Ier ;
- 1792-1797 : Husayn Quouli (en), fils de Hadjli Ali Quouli, fils de Mirza Muhammad Ier ;
- 1797-1801 : Mirza Muhammad II, restauré associé 1792-1795, déposé, khan de Kouba 1809-1810 ;
- 1801-1806 : Husayn Quouli, restauré puis déposé.